# You Missed
《You Missed》，是加拿大饒舌歌手湯姆·麥當勞（Tom MacDonald）的一首歌曲。這首單曲於2024年7月14日自發發行，僅距當勞·特朗普遇刺案發後12小時。這首單曲包含政治饒舌和嘻哈元素，表達麥當勞對槍擊事件和美國現狀的不滿，並譴責他認為導致這一事件的左翼政策。
由於該單曲在遇刺案發生後不久便發行，其立即獲得廣泛的關注，在美國iTunes排行榜上名列第一，在YouTube排行榜上名列第二。這首單曲的訊息在政治評論員中引起褒貶不一的評價。

## 音樂和歌詞
該單曲融合政治饒舌和嘻哈兩種音樂風格。單曲的音樂錄像於2024年7月14日在YouTube上發佈，麥當勞在影片描述中寫道：「我昨晚製作這個節拍，寫了這首歌並拍攝了影片。」麥當勞以創作吸引共和黨和右翼觀眾的音樂而聞名，他之前的歌曲《Snowflake》、《Fake Woke》和2024年的單曲《Facts》都曾進入Billboard百強單曲榜，其中《Facts》還有美國右翼政治評論員班·夏皮羅客串。
這首單曲主要表達了麥當勞對遇刺案和美國現狀的不滿，並譴責導致這一局面的民主黨或左翼政策。除遇刺案外，右翼對跨性別認同、非法移民和科學政治化等政治話題的看法也被提及。這首單曲的副歌中包括「婊子你沒打中」和「感謝上帝左翼無法瞄準」等歌詞，指責自由左翼政治試圖將特朗普趕下台，並譴責那些對暗殺失敗感到不滿的人。美國商業雜誌《福布斯》指出，這首單曲中挑釁且可能冒犯的歌詞是其迅速流行的原因之一，吸引在遇刺案後感到沮喪的共和黨人。

## 登榜與評價
這首單曲在僅距遇刺案12小時後發行，立即取得成功。在7月14日首發後的八小時內，其便登上美國iTunes排行榜的首位。這首單曲的音樂錄像在YouTube上發布21小時內達到170萬次觀看，並在YouTube的音樂趨勢榜上排名第二，僅次於肯德里克·拉馬爾的《Not Like Us》。右翼政治評論員邁克爾·諾爾斯稱這首歌為「真正的政治藝術」，並讚揚這首歌發行速度。然而，也有一些評論對這首單曲持批評態度，例如美國記者羅傑‧弗里德曼，他評論這首單曲「聽起來五音不全？無品味？太早了？以上皆是。」